# 사기 (1997년 영화)
《사기》(프랑스어: Rien ne va plus)는 1997년 개봉한 프랑스의 범죄 코미디 영화이다. 클로드 샤브롤이 감독과 각본을 맡았다.

## 출연

### 주연
- 이자벨 위페르
- 미셸 세로

### 조연
- 프랑수아 클루제
- 장 프랑수아 발머
- 잭키 베로어
- 장 벵귀귀
- 토머스 샤브롤
- 그렉 제르망
- 피에르 마터트
- 피에르 프랑소와 듀메니오드
- 이브 베르오방
- 헨리 아탈
- 엠마누엘 구티에레즈
- 이본느 크렌
- 끌로드 샤브롤

## 기타
- 협력프로듀서: 장 루이스 포세
- 협력프로듀서: 제라르드 루에이
- 미술: 프랑수아 베누아 프레스코
- 의상: 코린느 조리